# Thielavia intermedia
Thielavia intermedia är en svampart som beskrevs av Stchigel & Guarro 2002. Thielavia intermedia ingår i släktet Thielavia och familjen Chaetomiaceae.   Inga underarter finns listade i Catalogue of Life.